# ヤコフ・クライツベルク
ヤコフ・クライツベルク（Yakov Kreizberg, ロシア語: Яков Маевич Крейцберг, 1959年10月24日 - 2011年3月15日）は、ロシアの指揮者。

## 人物
レニングラード（現サンクトペテルブルク）の生まれのユダヤ系ロシア人。兄は同じく指揮者のセミヨン・ビシュコフ（兄と比較されるのを嫌って、母親の旧姓クライツベルクを名乗った)。レニングラードのグリンカ記念合唱学校でイリヤ・ムーシンについて学ぶ。1976年よりアメリカに移住し、渡米後タングルウッド音楽センターでも学ぶ。以後、ドイツを中心にアメリカやヨーロッパのオーケストラや歌劇場に客演した。
1994年からベルリン・コーミッシェ・オーパーの音楽監督を務め、演出家のハリー・クプファーとのコンビで意欲的な上演を行った。その後ベルリン・フィルなど著名なオーケストラに度々客演し、ウィーン交響楽団の首席客演指揮者を兼任するなどの活動を展開した。1955年から2000年までボーンマス交響楽団の首席指揮者、2003年から2011年までネーデルラント・フィルハーモニー管弦楽団の首席指揮者を務めた。2009年にはマレク・ヤノフスキの後任としてモンテカルロ・フィルハーモニー管弦楽団の音楽監督に就任した。
2004年にはNHK音楽祭に招待されウィーン交響楽団で来日を果たしている。その他単身来日で名古屋フィルや在京オーケストラを指揮している。レコーディングは積極的であり、グラミー賞にノミネートされたこともある。特にユリア・フィッシャーとは度々共演し録音も複数リリースしている。きわめて個性的な指揮法から、端正ながらも巧みな音楽作りを得意とした。
2011年3月15日、長年治療していた癌の容態が急変し、モナコ公国のモンテカルロにて死去。51歳没。

## 脚註
1. ↑  Conductor Yakov Kreizberg (1959-2011) Harrison Parrott News 2011-3-15

| 先代 ロルフ・ロイター         | ベルリン・コーミッシェ・オーパー音楽監督 1994–2001                                                | 次代 キリル・ペトレンコ   |
| 先代 アンドリュー・リットン   | ボーンマス交響楽団首席指揮者 1995–2000                                                            | 次代 マリン・オルソップ   |
| 先代 ハルトムート・ヘンヒェン | ネーデルラント・フィルハーモニー管弦楽団首席指揮者 ネーデルラント室内管弦楽団首席指揮者 2003–2010 | 次代 マルク・アルブレヒト |
| 先代 マレク・ヤノフスキ       | モンテカルロ・フィルハーモニー管弦楽団首席指揮者 2009–2011                                        | 次代 山田和樹             |